# Mediatorkomplex
Mediatorkomplex är ett proteinkomplex som består av ett flertal olika subenheter. Dess funktion är att reglera transkriptionsfrekvensen av olika gener genom att föra ihop de aktiverande transkriptionsfaktorer som är bundna till enhancersekvenser nära genen. Det rekryterar även funktionella komponenter för transkription, såsom RNA-polymeraser, som behövs för att genomföra transkriptionen.